# Tiziano Ferro
Tiziano Ferro (Latina, 21 de fevereiro de 1980) é um cantor, compositor, produtor musical e autor italiano. 
Estreou em 2002 com seu disco Rosso relativo, alcançando grande êxito na Europa. Posteriormente, sua popularidade se estenderia à América Latina ao lançar seu disco em espanhol, Rojo Relativo. Em 2003, lançaria 111 (Centoundici em italiano e Ciento Once em espanhol) e em 2006, Nessuno È Solo / Nadie está solo, os quais venderam milhões de cópias ao redor do mundo.
Até meados de 2007, Tiziano Ferro seguia com o gênero pop italiano, o mesmo foi alterando-se conforme os lançamentos de seus discos subsequentes, sendo hoje considerado um cantor de música italiana tradicional.
Em 7 de novembro de 2008, lançou seu 4º álbum, intitulado Alla Mia Età, tendo como primeiro single a música homônima, já a versão em espanhol A mi edad foi lançada em fevereiro de 2009 no México e em maio de 2009 na Espanha.
Em 2011, Tiziano Ferro voltou ao centro das atenções do público com seu novo álbum, L'amore è una cosa semplice, e em 2014 ele lançou sua segunda compilação de hits, TZN: The Best Of Tiziano Ferro.
O tipo de voz de Tiziano é barítono.

## Biografia

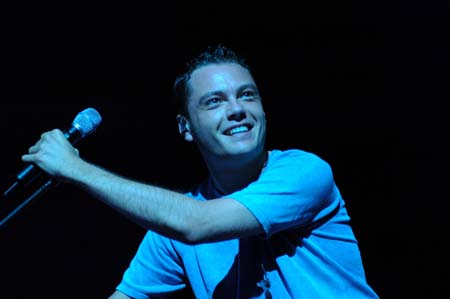
Tiziano Ferro em um espetáculo

Nascido na cidade de Latina, a pouco mais de 60 quilômetros de Roma, Tiziano é atualmente um dos principais cantores de música pop italiana. Desde sua infância, teve interesses musicais que o levaram a estudar piano, guitarra, bateria e a se iniciar na composição musical. Apesar de haver iniciado estudos de Engenharia e Ciências da Comunicação, Tiziano preferiu desenvolver uma carreira artística.
Em 2001, Tiziano é contratado pela EMI. Em junho daquele ano, lança seu primeiro single Xdono tornando-se rapidamente um sucesso. Em outubro vai a venda seu primeiro disco: Rosso Relativo, alcançando o 8º lugar em venda de álbuns em sua estréia e se mantendo 7 meses entre os 10 mais vendidos e por um ano nos Top 50. Seu primeiro disco recebeu disco triplo de platina pela venda de mais de 300 mil cópias. Sue disco também foi editado em mais de 43 países alcançando grande sucesso na Europa e América Latina.
Em 7 de novembro de 2003, Tiziano lançou no mercado seu segundo trabalho, chamado 111 (Centoundici) - 111 - Ciento once sendo lançado simultaneamente tanto em italiano como em espanhol. Este disco teve grande êxito. Sere Nere foi a canção mais escutada na Itália durante o ano 2004, tendo grande influência o fato de que foi a trilha sonora do filme Tre Metri Sopra il Cielo, filme que teve grande acolhida por parte do público italiano.
Como uma forma de promover a realização dos Jogos Olímpicos de Verão de 2004 em Atenas, Tiziano participou da canção "Universal Prayer", sendo seu primeiro single em inglês ao cantar em conjunto com a estrela do R&B británico Jamelia.
Em 12 de maio de 2006 foi lançado em todo o mundo, o primeiro single "Stop! Dimentica" ("Stop! Olvídate") de seu terceiro álbum Nessuno è solo (Nadie está solo) que foi à venda em 23 de junho. Em 25 de agosto desse mesmo ano, começou a tocar nas rádios italianas o segundo single, "Ed Ero Contentisimo" ("Y estaba contentísimo"), cujo videoclip foi gravado em Barcelona.
Em 20 de janeiro de 2007 começou em Ancona sua turnê pela Itália, que levará seu espectáculo às principais cidades do país durante mais de um mês. Foi lançado em 29 de janeiro o videoclip de seu terceiro single, "Ti scatterò una foto" ("Te tomaré una foto").
Em 2007 o cantor gravou um dueto chamado Tardes Negras, internacionalmente conhecida como Sere Nere com a cantora brasileira Liah Soares.
Em dezembro de 2016, Tiziano lançou o álbum ll mestiere della vita.

## Vida pessoal
Em 2010, Ferro revelou que é homossexual. Em 2020, afirmou, em Ferro, um documentário da Amazon Prime Video sobre a sua vida, que o setor musical tentou esconder a sua orientação sexual, que o próprio Tiziano teve dificuldade em aceitar, tendo passado por uma depressão por causa disso. Ferro também foi assediado na adolescência por "não ser masculino o suficiente" e por causa de sua obesidade. Isso o levou, mais tarde, a desenvolver bulimia. Em 2019, o artista casou com o americano Victor Allen. Ferro se considera católico, tendo falado, em 2019, numa entrevista ao Corriere della Sera sobre pessoas que se indignam com os direitos dos homossexuais na Itália, um país maioritariamente católico, e sobre a falta de empatia que muitos católicos demonstram em seu país natal. Ferro afirmou também que a desigualidade em termos de direitos nos anos anteriores o havia deixado "desapontado,  amargurado, enraivecido".

## Discografia

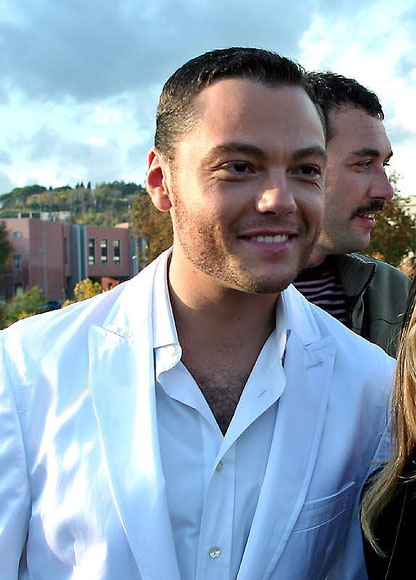
Tiziano Ferro na Ponte Milvio de Roma, gravando o videoclipe de "Ti scatterò una foto".

### Álbuns de estúdio
- Rosso relativo / Rojo relativo (2001)
- 111 Centoundici / 111 Ciento once (2003)
- Nessuno è solo / Nadie está solo (2006)
- Alla mia età / A mi edad (2008)
- L'amore è una cosa semplice / El amor es una cosa simple (2012)
- Il mestiere della vita / El Oficio de La Vida (2016)
- Accetto Miracoli / ACEPTO MILAGROS (2019)
- Il Mondo È Nostro (2022)

### Álbuns de vídeo
- Alla mia età - Live in Rome (2009)

### Singles
- 2001 - Xdono (Perdona)
- 2001 - L'Olimpiade (La Olimpiada)
- 2002 - Imbranato (atrapalhado)
- 2002 - Rosso relativo (Rojo relativo)
- 2002 - Le cose che non dici (Las cosas que no dices)
- 2003 - Xverso (Perverso)
- 2003 - Sere nere (Tardes negras)
- 2004 - Non me lo so spiegare (No me lo puedo explicar)
- 2004 - Universal Prayer (com Jamelia)
- 2004 - Ti voglio bene (Desde mañana no lo sé)
- 2006 - Stop! Dimentica (Stop! Olvídate)
- 2006 - Ed ero contentissimo (Y estaba contentísimo)
- 2007 - Ti scatterò una foto (Te tomaré una foto)
- 2007 - E Raffaella È Mia (Y Raffaella Es Mía) (com Raffaela Carrà)
- 2008 - Alla Mia Età (A Mi Edad)
- 2009 - Il Regalo Più Grande (El Regalo Más Grande)
- 2009 - Indietro (Breathe Gentle (com Kelly Rowland))
- 2009 - Il Sole Esiste Per Tutti (El Sol Existe Para Todos)
- 2009 - Scivoli Di Nuovo (Deslizas Otra Vez)
- 2011 - La Differenza Tra Me e Te (La Diferencia Entre Tú Y Yo)
- 2012 - L'ultima Notte Al Mondo (La Última Noche Del Mundo)
- 2012 - Hai Delle Isole Negli Occhi
- 2012 - Per Dirti Ciao! (Te Digo Adiós!)
- 2013 - Troppo Buono
- 2013 - La Fine
- 2014 - Senza Scappare Mai Più
- 2015 - Incanto
- 2015 - Lo Stadio
- 2015 - Il Vento
- 2016 -  Potremmo Ritornare

## Duetos e colaborações
- "Sulla mia pelle" com A.T.P.C.
- "Universal prayer" com Jamelia
- "Sere nere" com Liah (em português)
- "Mi credo" com Pepe Aguilar
- "Baciano le donne" com Biagio Antonacci
- "Pensieri al tramonto" com Luca Carboni
- "No me lo puedo explicar"/"Non me lo so spiegare" com Laura Pausini
- "L'Alfabeto Degli Amanti" com Michele Zarrillo
- "Sogni Risplendono" com Linea 77
- "Happy Christmas" com Elisa
- "One Voice" com Laura Pausini
- "Non me lo so spiegare" com Laura Pausini
- "Sere nere" com Liah
- "El Regalo Más Grande" com Anahí e Dulce Maria, ambas ex-RBD
- "L'Amore e Basta" com Giusy Ferreri
- "Breathe Gentle" com Kelly Rowland
- "El Regalo más Grande" com Amaia Montero
- "Il Tempo Stesso com Franco Battiato
- "Il Re Di Chi Ama Troppo" com Fiorella Mannoia
- "Each Tear" com Mary J. Blige

## Compositor
- "Entro il 23" para Mp2
- "Dove il mondo racconta segreti" para Michele Zarrillo
- "A chi mi dice" para Blue
- "Dime tú" para Myriam Montemayor
- "E va be" para Syria
- "Amaro amarti" para Iva Zanicchi
- "Non ti scordar mai di me" para Giusy Ferreri

## Prêmios e reconhecimentos
- 2002 - Prêmio Melhor Novo Artista, Prêmios da Música Italiana
- 2002 - Prêmio Melhor Novo Artista, Festivalbar
- 2003 - Nomeado Melhor Novo Artista, Grammy Latino
- 2003 - Nomeado como Melhor single, Grammy Alemanha
- 2003 - Nomeado como Melhor Novo Artista, Grammy Suécia
- 2004 - Prêmio Melhor Artista Italiano, MTV Europe Music Awards
- 2006 - Nomeado como Melhor Artista, Premios MTV América Latina
- 2006 - Prêmio Melhor Artista Masculino, Grammy México
- 2007 - Disco de diamante pelas mais de 400.00 cópias de "Nessuno è Solo"
- 2008 - Prêmio "TRL Award Man Of The Year", MTV Itália
- 2008 - Nomeado ao Prêmio "Orgullosamente Latino", Solista do Ano
- 2008 - Prêmio Nickelodeon Kids Choice Awards "Melhor cantor"
- 2008 - Disco de ouro pelo Álbum "Alla mia età"
- 2009 - Reconhecimento pela AVIS por auxílio à recuperação de região de Abruzzo
- 2009 - Wind Music Awards 2009 "Melhor cantor"